# Systole
Systole, grekiska συστολή "sammandragning", är den fas i hjärtcykeln då vänster och höger hjärtkammare kontraherar (dras samman).  
Under den första delen av systole sker en tryckstegring i kamrarna utan att något blod lämnar kamrarna – detta då artärtrycket överstiger kammartrycket. Under denna första delen av systole sker en så kallad isovolumetrisk kontraktion (volymen är oförändrad samtidigt som kammarmuskulaturen kontraherar). 
Relativt omgående överstiger kammartrycket trycket i respektive artär (aorta respektive lungartären). Det gör att aortaklaffen respektive lungartärklaffen öppnas och blod kan flöda ut. Denna delen av systole kan benämnas ejektionsfasen. 
Under systole är trycket i hjärtmuskeln högt vilket hindrar blodcirkulationen i hjärtmuskeln, men vid normal hjärtfrekvens utgör systole endast en mindre del av hjärtcykeln, omkring en fjärdedel. Vid hög hjärtfrekvens av olika anledningar förkortas framförallt diastole och genomblödningen kan påverkas. 
Vid systole är normalvärden runt 100 till 140 mm Hg. Värdena brukas anges som "115 genom 70" eller 115/70. I exemplet motsvarar siffran 115 trycket vid systole och 70 trycket vid diastole. 
Ett uttryck för det högsta artärtrycket som uppmäts under ejektionsfasen är övertryck.